# Общество истории и древностей Остзейских губерний
Общество истории и древностей Остзейских губерний (нем. Gesellschaft für Geschichte und Altertumskunde der Ostseeprovinzen Russlands, GGuA) — научное общество, действовавшее в 1834—1939 гг. сперва в Российской империи, а затем в Латвийской Республике, со штаб-квартирой в Риге.
Задачей общества было изучение истории (в том числе и новейшей) Остзейских губерний и, в частности, доминировавших в культурно-политической жизни региона балтийских немцев. Инициатором создания Общества стал рижский пастор Густав Райнхольд Таубенхайм. В независимой Латвии из названия Общества исчезло упоминание о России и её административных единицах (нем. Gesellschaft für Geschichte und Altertumskunde zu Riga), а с заключением между Латвией и нацистской Германией соглашения о возвращении этнических немцев на историческую родину Общество, как и другие немецкие организации Латвии, прекратило своё существование.

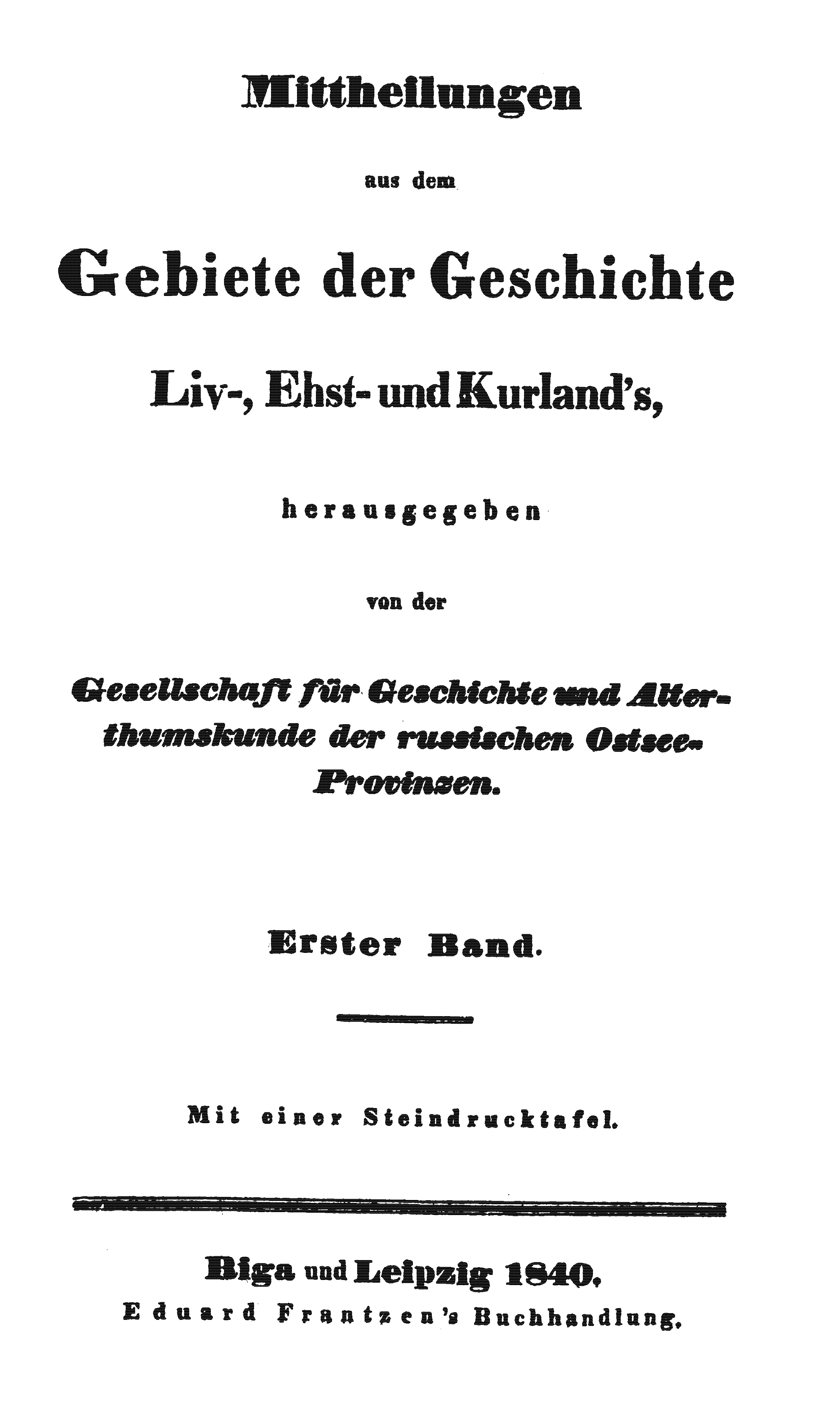
Титульный лист «Известий» (1840)

На всём протяжении своей работы Общество издавало на немецком языке свой печатный орган, «Известия из области истории Лифляндии, Эстляндии и Курляндии» (нем. Mitteilungen aus dem Gebiete der Geschichte Liv-, Est- und Kurlands, с 1921 г. «Известия из лифляндской истории», с 1938 г. «Известия из балтийской истории»), собрало научную библиотеку более чем в 70 тысяч томов (выставку книг из этой библиотеки Национальная библиотека Латвии провела по случаю своего столетия). Под патронатом Общества производились археологические изыскания, в 1896 г. Общество выступило организатором состоявшегося в Риге 10-го русского Археологического съезда.

## Президенты Общества
- 1834—1836 Герман фон Кампенгаузен[нем.]
- 1836—1837 Карл фон Тизенгаузен
- 1837—1838 Густав Рейнгольд фон Клот (исполняющий обязанности)
- 1838—1851 Рейнгольд Самсон фон Гиммельшерна
- 1851—1854 Эдуард Каспар фон Тизенгаузен[нем.]
- 1854—1860 Карл Эдуард Напиерский
- 1860—1875 Август Вильгельм Бухгольц[нем.]
- 1875—1885 Георг Беркгольц
- 1885—1888 Генрих Юлиус Бётфюр
- 1890—1902 Герман фон Брюнинг[нем.]
- 1902—1910 Бернхард фон Холландер[нем.]
- 1910—1939 Арнольд Фейерайзен[латыш.]